# らくやんカード
らくやんカードとは、阪神電気鉄道（阪神電鉄）が発行していた磁気プリペイドカード。カード裏面など一部で、「ラクヤンカード」と、カタカナ表記も用いられている。

## 概要
ストアードフェアシステムの「スルッとKANSAI」に対応。1996年3月20日より発売開始。商品名称の「らくやん」は、関西弁の「楽やん」にちなむ。
阪神では、1988年3月26日より「ハープカード」という、自社の自動券売機にて乗車券に引き換える方式のプリペイドカードを発売開始したが、ハープカードはスルッとKANSAIに対応した「らくやんカード」に引き継ぐ形で、1996年3月19日をもって発売を終了した（自動券売機及び精算機での利用は2010年3月頃に終了）。なお、残高のあるハープカードについては、2024年9月30日22時をもって払い戻しを停止する。
カードの絵柄は沿線の風景の写真のほか、阪神タイガースの選手のサイン入り写真や球団旗などを用いている。
「らくやんカード」を含むスルッとKANSAI対応共通磁気カードが加盟全社局において2017年3月31日限りで発売終了し、2018年1月31日限りで券売機等での取扱終了となることに伴い、「らくやんカード」も2017年3月31日限りで発売を終了した。
2017年4月1日より2019年2月28日までは、「らくやんカード」の代替として、阪神と阪急電鉄・能勢電鉄・北大阪急行電鉄の4社で利用できる「阪急 阪神 能勢 北急レールウェイカード」を発売した。関西のほとんどの各社局での「らくやんカード」の取り扱いが2018年1月31日限りで終了した中、この4社では（神戸高速線を含む）2019年9月30日までは引き続き自動改札機で使用できる状態を継続していた。しかし、阪神電気鉄道では、グループ会社の阪急電鉄などとともに、JR西日本のプリペイド式ICカード乗車券である「ICOCA」の導入を決め、2019年10月1日以降は「レールウェイカード」などとともに自動改札機での使用が不可となった。なお、阪神電気鉄道では2022年9月30日をもって自動券売機や自動精算機での使用も終了した。
2018年2月1日以降、利用予定のないらくやんカード所持者に対し、未使用残額の払い戻しを2024年9月30日までの予定で行っている。
なお、阪神電気鉄道では、2022年12月末〜2023年1月に試験的に運転された臨時有料座席定員制列車に「らくやんライナー」の名称を付けている。当列車では「らくやんカード」のロゴをモチーフにした副票が先頭車の前面窓に掲示された。